# John Reenstierna
John Libert Reenstierna, född 16 oktober 1882 i Kristinehamn, död 18 juli 1956 i Stockholm, var en svensk bakteriolog, dermatolog och venerolog.

## Biografi
Reenstierna blev medicine kandidat vid Uppsala universitet 1906, medicine licentiat 1911, medicine doktor 1913, docent i dermatologi och syfilidologi vid Karolinska institutet 1917. Han var 1909–10 och 1912–15 assistent, 1918 laborator och flera gånger t.f. föreståndare vid Statsmedicinska anstaltens bakteriologiska avdelning samt var amanuens 1913–15 och flera gånger 1917–22 t.f. överläkare och professor vid Karolinska institutets syfilidologiska klinik. Han erhöll 1924 professors namn, heder och värdighet, blev föreståndare för leprasjukvården i riket 1926, var statens serumkontrollant 1927–33 och kallades till professor i hygien och bakteriologi i Uppsala 1933. 
Reenstierna tjänstgjorde som avdelningsläkare vid universitetskliniken för hud- och könssjukdomar i Breslau 1915–16 och som assistent vid universitetskliniken för dermatologi och syfilis i Wien 1916–17 samt idkade bakteriologiska, dermatologiska och syfilidologiska studier i flera europeiska länder (särskilt vid Pasteurinstitutet) samt i Asien, Sydamerika och Afrika 1915–24. Han utexperimenterade ett antigonokockserum (1915) och ett serum mot mjuk schanker, särskilt dess buboner (1919). Han skrev arbeten i bakteriologi, dermatologi och syfilidologi.